# موريتز موساندل
موريتز موساندل (بالإنجليزية: Moritz Mosandl)‏، (مواليد 17 يونيو 2002) هو لاعب كرة قدم ألماني يلعب في مركز الوسط في نادي بايرن ميونخ الثاني.